# Meerenge von Brest
Die Meerenge von Brest (französisch: Goulet de Brest, bretonisch: Mulgul Brest) verbindet die Reede von Brest (franz.: Rade de Brest) mit dem Atlantik.
Sie ist 3000 m lang und 1500 m breit. In der Mitte der Meerenge befindet sich ein Riff, das durchfahrende Schiffe zwingt, die Meerenge entweder am nördlichen oder am südlichen Ufer zu durchfahren. Der Gezeitenstrom erreicht hier eine Geschwindigkeit von vier bis fünf Knoten. Segelboote warten häufig in der Bucht von Camaret-sur-Mer auf den für die Durchfahrt günstigsten Zeitpunkt.

## Militärische Gegebenheiten
Die Meerenge von Brest ist der einzige Zugang zur Reede von Brest, der einen idealen natürlichen Schutz für eine Kriegsflotte bietet (ähnlich wie die Reeden von Lorient, Toulon oder Cherbourg). Aus diesem Grund und zum Schutz der Stadt Brest, ihres Hafens und ihrer Militärflotte (seit Mitte des 17. Jahrhunderts einer der wichtigsten Militärhäfen Frankreichs) wurden hier zahlreiche militärische Einrichtungen konzentriert.
Die natürliche Beschaffenheit der Bucht erleichterte die Aufgabe der Verteidiger, da sie in ihrer Mitte durch ein Riff, den Mengant-Felsen (franz.: rocher du Mengant), die Schiffe zwingt, das Nord- oder Südufer zu befahren, aber auch den Zugang zum Hafen von Brest erschwert.
Die zahlreichen Pläne, ein Fort auf dem Mengant-Felsen zu errichten, scheiterten allesamt. Der Mengant-Felsen war die Ursache für zahlreiche Schiffsunglücke, darunter der Untergang der Républicain im Juni 1794 und das Auflaufen des Charles Martel im Jahr 1897.
Zu ihrer Verteidigung wurden an beiden Ufern militärische Bauwerke errichtet, wovon die zahlreichen Forts und militärischen Infrastrukturen entlang der Küste zeugen.

## Die Festungen
Nordufer um Brest
- Fort de Bertheaume
- Fort de Toulbroc'h
- Fort du Petit Minou
- Fort du Mengant oder fort du Léon
- Fort du Dellec
- Fort de Portzic

Südufer um der Halbinsel von Roscanvel
- Fort auf den îlot des Capucins
- Fort de la Fraternité
- Îlot du Diable
- Befestigungslinien von Quélern
- Batterien von Kerviniou
- Batterien von Tremet
- Fort von der pointe des Espagnols
- Pulvermagazine von der île des Morts
- Batterien von Cornouaille
- Militärische Bauwerke von der Pointe Robert

Südufer um Camaret-sur-Mer
- Batterien von Kerbonn
- Batterien von Toulinguet
- Batterien von pointe du Petit et du Grand Gouin
- Vauban-Turm